# Духовая (Алтайский край)
Духовая — деревня в Каменском районе Алтайского края. Входит в состав Аллакского сельсовета.

## История
Основана в 1776 году. В 1928 году состояла из 155 хозяйств, основное население — русские. Центр Духовского сельсовета Каменского района Каменского округа Сибирского края.

## География
Расположено на севере края, в пределах Приобского плато.
Климат
континентальный. Средняя температура января −19,7 °C, июля +18,9 °C. Годовое количество атмосферных осадков — 360 мм.

## Население
| 1926 | 1997 | 1998 | 1999 | 2000 | 2001 | 2002 | 2003 | 2004 | 2005 | 2006 | 2007 | 2008 | 2009 |
| ---- | ---- | ---- | ---- | ---- | ---- | ---- | ---- | ---- | ---- | ---- | ---- | ---- | ---- |
| 698  | ↘137 | ↗158 | →158 | ↘150 | ↘149 | ↘138 | ↘125 | ↘119 | ↘116 | ↘113 | ↘101 | ↘99  | ↗104 |
| 2010 | 2011 | 2012 | 2013 |      |      |      |      |      |      |      |      |      |      |
| ↘90  | ↗92  | ↘90  | ↘88  |      |      |      |      |      |      |      |      |      |      |

Национальный состав
В 1928 году основное население — русские.
Согласно результатам переписи 2002 года, в национальной структуре населения русские составляли 95 % от 129 чел.